# La bella selvaggia (Goldoni)
La bella selvaggia è una tragicommedia  in cinque atti in versi martelliani di Carlo Goldoni composta nel 1757 e rappresentata per la prima volta durante il Carnevale del 1758 nel Teatro San Luca di Venezia, riscuotendo grande successo anche presso la nobiltà veneziana, nonostante il messaggio trasmesso dall'opera sia che il merito di una persona risiede non tanto nella nobiltà dei natali, quanto nell'onore e nei pregi personali.
Proseguendo con le ambientazioni esotiche che caratterizzano le tragedie goldoniane degli anni Cinquanta del Settecento, il commediografo veneziano prese spunto dal romanzo epistolare Storia Generale dei viaggi di Antoine François Prévost, introducendo due personaggi comici, Papadir e Schichirat, e richiamando per quest'ultimo il tipico carattere di Arlecchino.

## Trama
Guiana. Delmira, figlia di Camur e fidanzata con Zadir, cade con altri indigeni in potere degli Europei. Don Ximenes, comandante spagnolo, getta gli occhi su Delmira, trovandola bella, e vuole impadronirsene. Pur rischiando la morte, Delmira difende i suoi diritti, fino alle lacrime che giungeranno finalmente a intenerire il cuore dello spagnolo, che rinuncerà alle sue pretese in grazia di un amore così virtuoso.

## Poetica
Scrisse Goldoni nelle sue memorie: Vi era più affetto che divertimento. Si vede chiaro che questa è una commedia romanzesca. Ebbe nulladimeno un meraviglioso incontro: il diletto vi era sostenuto a meraviglia, e io avevo saputo trovar materia comica fin sul fiume delle Amazzoni.